# Dante Stipica
Dante Stipica (ur. 30 maja 1991 w Splicie) – chorwacki piłkarz, występujący na pozycji bramkarza w Pogoni Szczecin.

## Kariera klubowa

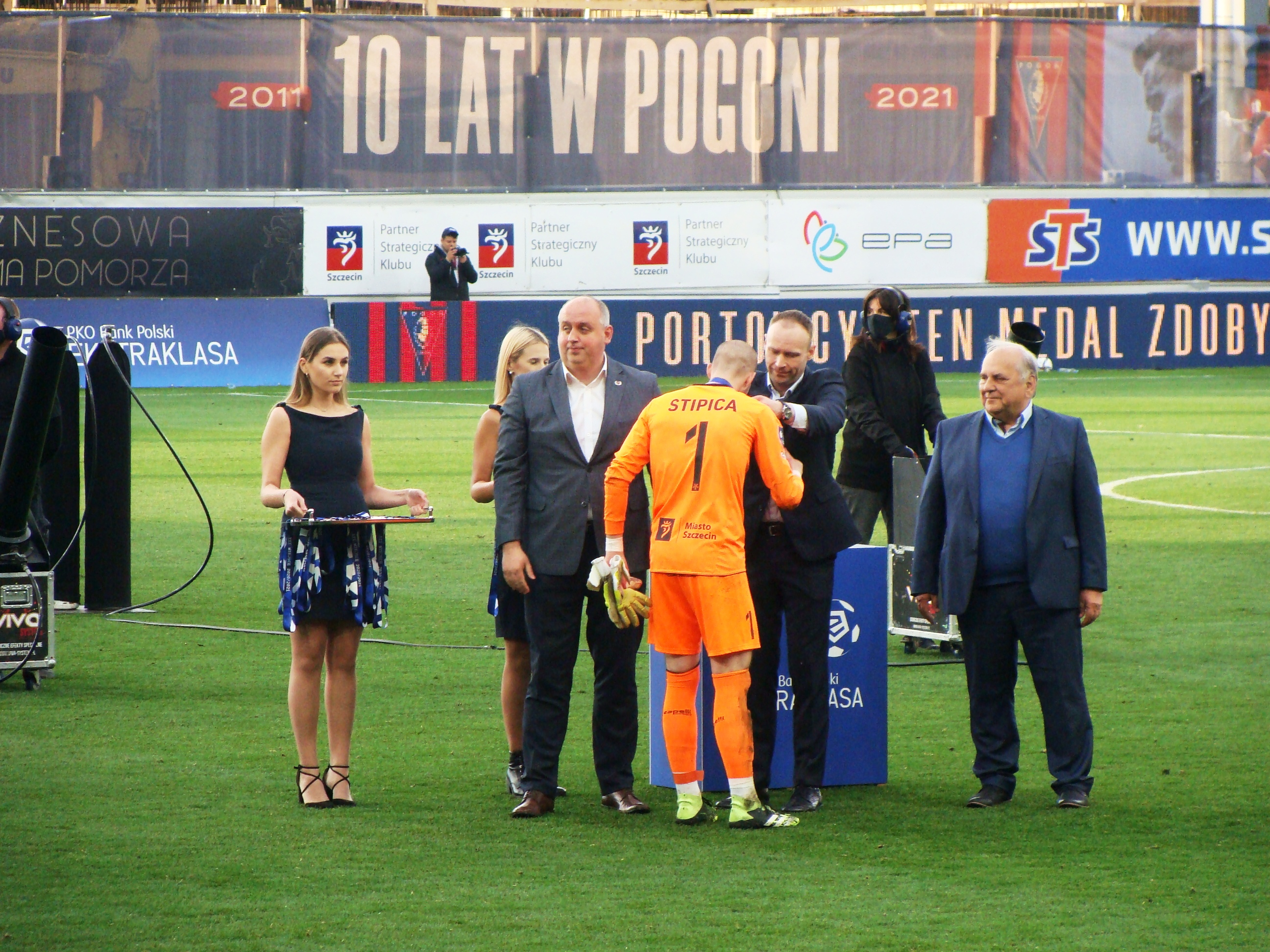
Dante Stipica odbiera medal za zdobycie III miejsca w Ekstraklasie w sezonie 2020/2021

Grę w piłkę nożną rozpoczął w wieku 8 lat w klubie NK Dalmatinac Split z rodzinnego Splitu. W 2002 roku przeniósł się do akademii Hajduka Split. W styczniu 2009 roku został wypożyczony na jedną rundę do NK GOŠK Kaštel Gomilica, gdzie zaliczył 14 spotkań i po sezonie 2008/09 spadł do 4. HNL. 13 maja 2010 zadebiutował w barwach Hajduka w 1. HNL w wygranym 5:2 wyjazdowym meczu z NK Croatia Sesvete. Pełnił od tego momentu rolę trzeciego bramkarza. W latach 2010–2013 był wypożyczany do NK Solin (2. HNL), HNK Zmaj Makarska (3. HNL) oraz NK Primorac 1929 (2. HNL, spadek w sezonie 2012/13). W latach 2013–2016 był zmiennikiem Lovre Kalinicia. W trakcie tego okresu, w październiku 2014 roku doznał podczas treningu naderwania więzadła krzyżowego przedniego, po którym przeszedł półroczną rekonwalescencję. Po odejściu Kalinicia do KAA Gent na początku 2017 roku Stipica występował w podstawowym składzie. W maju 2018 roku zdecydował się odejść z klubu. Ogółem rozegrał dla Hajduka 51 ligowych spotkań w których 17 razy zachował czyste konto.
W czerwcu 2018 roku związał się rocznym kontraktem z CSKA Sofia, gdzie pełnił w sezonie 2018/19 funkcję zmiennika Vytautasa Černiauskasa i zaliczył 2 występy w Pyrwej Lidze. W czerwcu 2019 roku został graczem Pogoni Szczecin, z którą podpisał dwuletnią umowę. 21 lipca 2019 zadebiutował w Ekstraklasie w wygranym 2:1 wyjazdowym meczu z Legią Warszawa i rozpoczął od tego momentu regularne występy w podstawowym składzie, osiągając do października 2022 roku rekordową w historii Pogoni serię 114 występów z rzędu w lidze. 30 stycznia 2020 Pogoń Szczecin przedłużyła z nim umowę do 30 czerwca 2024 roku.
31 sierpnia 2023 r. w wyniku odmowy treningu został przesunięty do trzecioligowych rezerw Pogoni. 12 stycznia 2024 r. został wypożyczony do Ruchu Chorzów.

## Kariera reprezentacyjna
W latach 2008–2011 występował w juniorskich i młodzieżowych reprezentacjach Chorwacji w kategorii U-17, U-18, U-19, U-20 i U-21.

## Statystyki

### Klubowe
Aktualne na 15 lutego 2024 r.
| Klub                                              | Sezon              | Liga               | Liga  | Liga   | Liga         | Puchar kraju | Puchar kraju | Puchar kraju | Europa | Europa | Europa       | Suma  | Suma   | Suma         |
| Klub                                              | Sezon              | Liga               | Mecze | Bramki | Czyste konta | Mecze        | Bramki       | Czyste konta | Mecze  | Bramki | Czyste konta | Mecze | Bramki | Czyste konta |
| ------------------------------------------------- | ------------------ | ------------------ | ----- | ------ | ------------ | ------------ | ------------ | ------------ | ------ | ------ | ------------ | ----- | ------ | ------------ |
| Hajduk Split                                      | 2009/2010          | Prwa HNL           | 1     | 0      | 0            | –            | –            | –            | –      | –      | –            | 1     | 0      | 0            |
| brak danych dot. sezonów 2010/2011 oraz 2011/2012 |                    |                    |       |        |              |              |              |              |        |        |              |       |        |              |
| NK Primorac 1929 (wyp.)                           | 2012/2013          | Druga HNL          | 27    | 0      | 7            | 2            | 0            | 0            | –      | –      | –            | 29    | 0      | 7            |
| Hajduk Split                                      | 2013/2014          | Prwa HNL           | 7     | 0      | 2            | 3            | 0            | 0            | –      | –      | –            | 10    | 0      | 2            |
| Hajduk Split                                      | 2014/2015          | Prwa HNL           | 2     | 0      | 0            | 1            | 0            | 1            | 3      | 0      | 1            | 6     | 0      | 2            |
| Hajduk Split                                      | 2015/2016          | Prwa HNL           | 1     | 0      | 1            | 2            | 0            | 0            | –      | –      | –            | 3     | 0      | 1            |
| Hajduk Split                                      | 2016/2017          | Prwa HNL           | 23    | 0      | 10           | 1            | 0            | 0            | 2      | 0      | 0            | 26    | 0      | 10           |
| Hajduk Split                                      | 2017/2018          | Prwa HNL           | 17    | 0      | 4            | 2            | 0            | 0            | 6      | 0      | 3            | 25    | 0      | 7            |
| Hajduk Split                                      | Łącznie            | Łącznie            | 51    | 0      | 17           | 9            | 0            | 1            | 11     | 0      | 4            | 71    | 0      | 22           |
| CSKA Sofia                                        | 2018/2019          | Prywa PFL          | 2     | 0      | 1            | 2            | 0            | 1            | –      | –      | –            | 4     | 0      | 2            |
| Pogoń Szczecin                                    | 2019/2020          | Ekstraklasa        | 37    | 0      | 14           | 0            | 0            | 0            | –      | –      | –            | 37    | 0      | 14           |
| Pogoń Szczecin                                    | 2020/2021          | Ekstraklasa        | 30    | 0      | 17           | 2            | 0            | 0            | –      | –      | –            | 32    | 0      | 17           |
| Pogoń Szczecin                                    | 2021/2022          | Ekstraklasa        | 34    | 0      | 10           | 0            | 0            | 0            | 2      | 0      | 1            | 36    | 0      | 11           |
| Pogoń Szczecin                                    | 2022/2023          | Ekstraklasa        | 30    | 0      | 8            | 0            | 0            | 0            | 4      | 0      | 0            | 34    | 0      | 8            |
| Pogoń Szczecin                                    | 2023/2024          | Ekstraklasa        | 2     | 0      | 1            | 0            | 0            | 0            | 1      | 0      | 0            | 3     | 0      | 1            |
| Pogoń Szczecin                                    | Łącznie            | Łącznie            | 133   | 0      | 50           | 2            | 0            | 0            | 7      | 0      | 1            | 142   | 0      | 51           |
| Ruch Chorzów                                      | 2023/2024          | Ekstraklasa        | 1     | 0      | 0            | 0            | 0            | 0            | –      | –      | –            | 0     | 0      | 0            |
| Łącznie w karierze                                | Łącznie w karierze | Łącznie w karierze | 215   | 0      | 75           | 15           | 0            | 2            | 18     | 0      | 5            | 248   | 0      | 82           |

## Sukcesy
Hajduk Split
- II miejsce w Prva HNL: 2009/2010
- III miejsce w Prva HNL: 2013/2014, 2014/2015, 2015/2016, 2016/2017, 2017/2018

CSKA Sofia
- II miejsce w Prywa PFL: 2018/2019

Pogoń Szczecin
- III miejsce w Ekstraklasie: 2020/2021, 2021/2022

## Życie prywatne
Urodził się w 1991 roku w Splicie jako syn Božidara i Ivy Stipiców. Ma starszą siostrę Ivonę (ur. 1988), która z wykształcenia jest lekarzem rodzinnym. Imię Dante otrzymał po dziadku, który został nazwany tak na cześć Dante Alighieriego. Wychował się w dzielnicy Varoš. Żonaty od czerwca 2017 roku.